# Хэцзян
Хэцзя́н (Hokiang, кит. упр. 合江省, пиньинь Héjiāng shěng), провинция в северо-восточной части Китайской Республики. Занимала площадь 135500 км² с населением ок. 1841 тыс. чел. (1947). Административный центр — г. Цзямусы.

## Название

Провинция Хэцзян (1945—1949 гг.)

Название провинции происходит от сочетания «слияние рек»: в северо-восточной части провинции «встречаются» (кит. хэ) реки Уссури (кит. Усулицзян) и Сунгари (кит. Сунхуацзян).

## История
В VII—X вв. территория провинции входила в состав тунгусо-маньчжурского государства Бохай (кор. 발해 Бальхэ).
До 1945 года в составе провинции Цзилинь, являвшейся частью Маньчжоу-го. По окончании Японско-китайской войны выделена в самостоятельную административную единицу. В 1947 году в ходе осуществления проекта нового районирования Северо-востока территория, занимаемая ранее провинцией Цзилинь была разделена на 3 части, ставшие самостоятельными провинциями: собственно Цзилинь, Сунцзян и Хэцзян. В 1949 году, после образования КНР, полностью вошла в состав провинции Сунцзян. В 1954 году вся эта территория вошла в состав провинции Хэйлунцзян. Однако Китайская Республика не признаёт административное деление материкового Китая, и, соответственно, упразднение провинции Хэцзян.